# Prix Dobloug
Pour les articles homonymes, voir Dobloug.

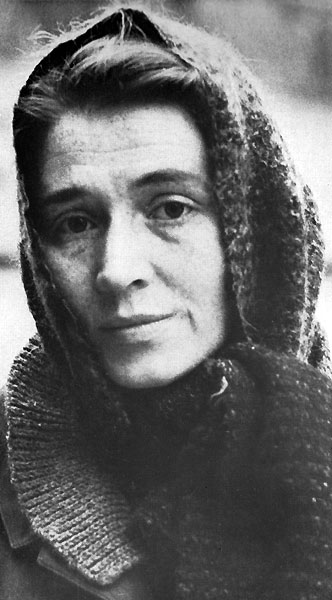
Birgitta Trotzig, lauréate du prix Dobloug en 1970.

Le prix Dobloug (en suédois : Doblougska priset ; en norvégien : Doblougprisen) est un prix littéraire scandinave récompensant des auteurs d'œuvres de fiction suédois et norvégiens. Il est attribué tous les ans au début du mois de juin, depuis 1951, par l'Académie suédoise.
Il doit son nom à l'homme d'affaires et philanthrope norvégien Birger Dobloug (1881-1944) qui en a assuré la dotation par son testament rédigé en 1938. 
Le prix était à l'origine généralement décerné à deux lauréats, un seul de chaque pays, qui recevaient 200 000 couronnes suédoises chacun. Depuis 1985, il est attribué à quatre lauréats en tout, deux Suédois et deux Norvégiens qui reçoivent 150 000 couronnes suédoises. Parmi les lauréats précédents figurent Herman Wildenvey, Paal Brekke, Lars Gyllensten, Paal-Helge Haugen, Kåre Holt, Rolf Jacobsen, Sven Lindqvist, Hans Herbjørnsrud, Bjørg Vik et Bertil Malmberg.

## Lauréats
| Année | Lauréats suédois             | Lauréats norvégiens             |
| ----- | ---------------------------- | ------------------------------- |
| 1951  | Gunnar Ekelöf                | Arnulf Øverland                 |
| 1951  | Eyvind Johnson               | Arnulf Øverland                 |
| 1952  | Sten Selander                | Tore Ørjasæter                  |
| 1953  | Ivar Lo-Johansson            | Gunnar Reiss-Andersen (en)      |
| 1954  | Harry Martinson              | Inge Krokann                    |
| 1954  | Erik Lindegren               | Inge Krokann                    |
| 1955  | Karl Asplund (en)            | Herman Wildenvey                |
| 1955  | Sven Barthel (en)            | Herman Wildenvey                |
| 1956  | Bertil Malmberg              | Emil Boyson (en)                |
| 1957  | Hans Ruin (en)               | Tarjei Vesaas                   |
| 1958  | Artur Lundkvist              | Johan Falkberget                |
| 1959  | Gustav Hedenvind-Eriksson    | Aksel Sandemose                 |
| 1960  | Eyvind Johnson               | Halldis Moren Vesaas            |
| 1961  | Sara Lidman                  | Alf Larsen (en)                 |
| 1962  | Irja Browallius              | Inger Hagerup                   |
| 1963  | Lars Ahlin                   | Jan-Magnus Bruheim              |
| 1964  | Lars Gyllensten              | Torborg Nedreaas                |
| 1965  | Fritiof Nilsson Piraten (en) | Johan Borgen                    |
| 1966  | Tage Aurell (en)             | Jakob Sande (en)                |
| 1967  | Björn-Erik Höijer (en)       | Ragnvald Skrede (en)            |
| 1968  | Jan Fridegård                | Rolf Jacobsen                   |
| 1969  | Sven Lindqvist               | Olav H. Hauge                   |
| 1970  | Birgitta Trotzig             | Kåre Holt                       |
| 1971  | Sivar Arnér (en)             | Stein Mehren                    |
| 1972  | Erik Beckman (en)            | Hans Børli (en)                 |
| 1973  | Ivar Lo-Johansson            | Øivind Bolstad (en)             |
| 1974  | Per E. Rundquist (en)        | Jens Bjørneboe                  |
| 1975  | Tora Dahl (en)               | Ragnhild Magerøy                |
| 1976  | Sven Barthel (en)            | Sigbjørn Hølmebakk (en)         |
| 1977  | Margareta Ekström (en)       | Åsta Holth                      |
| 1978  | Tore Zetterholm (en)         | Harald Sverdrup (en)            |
| 1979  | Maria Gripe                  | Nils Johan Rud                  |
| 1980  | Sven Fagerberg (en)          | Magnhild Haalke                 |
| 1981  | Gunnar Sandgren (en)         | Paal Brekke (en)                |
| 1982  | P.C. Jersild                 | Gunvor Hofmo                    |
| 1983  | Sandro Key-Åberg (en)        | Marie Takvam                    |
| 1984  | Sven Rosendahl (en)          | Astrid Hjertenæs Andersen       |
| 1985  | Bengt Anderberg (en)         | Arnljot Eggen (en)              |
| 1985  | Sara Lidman                  | Bergljot Hobæk Haff             |
| 1986  | Lars Ardelius (en)           | Finn Carling (en)               |
| 1986  | Carl-Henning Wijkmark        | Knut Hauge (en)                 |
| 1987  | Carl-Göran Ekerwald (en)     | Paal-Helge Haugen               |
| 1987  | Torgny Lindgren              | Bjørg Vik                       |
| 1988  | Per Olov Enquist             | Edvard Hoem                     |
| 1988  | Göran Sonnevi                | Jan Erik Vold                   |
| 1989  | Ulla-Britta Lagerroth (en)   | Eldrid Lunden                   |
| 1989  | Birger Norman (en)           | Åge Rønning (en)                |
| 1990  | Sigrid Combüchen             | Johannes Heggland               |
| 1990  | Georg Klein                  | Cecilie Løveid (en)             |
| 1991  | Hans Granlid (en)            | Torill Thorstad Hauger          |
| 1991  | Agneta Pleijel               | Triztán Vindtorn (en)           |
| 1992  | Tobias Berggren (en)         | Arnold Eidslott (en)            |
| 1992  | Göran Printz-Påhlson (en)    | Øystein Lønn                    |
| 1993  | Madeleine Gustafsson (en)    | Lars Saabye Christensen         |
| 1993  | Anna Westberg (en)           | Kolbein Falkeid                 |
| 1994  | Bertil Romberg (sv)          | Inger Elisabeth Hansen (en)     |
| 1994  | Eva Runefelt (en)            | Tor Åge Bringsværd              |
| 1995  | Per Agne Erkelius            | Kjell Askildsen                 |
| 1995  | Rita Tornborg                | Tor Ulven (en)                  |
| 1996  | Inger Edelfeldt              | Dag Solstad                     |
| 1996  | Lennart Sjögren (sv)         | Wera Sæther (en)                |
| 1997  | Christer Eriksson (sv)       | Kjartan Fløgstad                |
| 1997  | Stig Larsson                 | Lars Amund Vaage (en)           |
| 1998  | Ulf Eriksson (en)            | Karsten Alnæs                   |
| 1998  | Klas Östergren               | Ola Bauer (en)                  |
| 1999  | Kristina Lugn                | Jon Fosse                       |
| 1999  | Ole Söderström (sv)          | Åse-Marie Nesse (en)            |
| 2000  | Louise Ekelund (sv)          | Jan Kjærstad                    |
| 2000  | Per Odensten                 | Einar Økland (en)               |
| 2001  | Magnus Florin (sv)           | Svein Jarvoll (en)              |
| 2001  | Birgitta Lillpers (en)       | Thorvald Steen                  |
| 2002  | Anne-Marie Berglund          | Erling Kittelsen (en)           |
| 2002  | Claes Hylinger (en)          | Hanne Ørstavik                  |
| 2003  | Mare Kandre                  | Bjørn Aamodt (en)               |
| 2003  | Anders Palm (en)             | Rune Christiansen (en)          |
| 2004  | Ann Jäderlund (en)           | Trude Marstein                  |
| 2004  | Björn Ranelid                | Marit Tusvik (en)               |
| 2005  | Lars Lönnroth (en)           | Hans Herbjørnsrud               |
| 2005  | Steve Sem-Sandberg           | Tone Hødnebø (en)               |
| 2006  | Carl Fehrman (en)            | Hanne Bramness                  |
| 2006  | Carola Hansson (en)          | Karin Gundersen (no)            |
| 2007  | Lars Furuland (en)           | Arvid Torgeir Lie (en)          |
| 2007  | Elisabeth Rynell (en)        | Jan Jakob Tønseth (en)          |
| 2008  | Niklas Rådström              | Ragnar Hovland                  |
| 2008  | Johan Cullberg               | Merethe Lindstrøm               |
| 2009  | Ellen Mattson                | Thure Erik Lund (en)            |
| 2009  | Ingela Strandberg            | Gunnhild Øyehaug                |
| 2010  | Martin Kylhammar (en)        | Øyvind Rimbereid (en)           |
| 2010  | Bruno K. Öijer (en)          | Arild Stubhaug                  |
| 2011  | Gunnar Harding               | Knut Ødegård                    |
| 2011  | Daniel Hjorth (sv)           | Beate Grimsrud                  |
| 2012  | Helena Eriksson              | Roy Jacobsen                    |
| 2012  | Magnus Dahlström             | Ellen Einan                     |
| 2013  | Lars Jakobson (en)           | Karin Moe (en)                  |
| 2013  | Sara Stridsberg              | Torgeir Rebolledo Pedersen (en) |
| 2014  | Carl-Johan Malmberg (sv)     | Britt Karin Larsen (en)         |
| 2014  | Björn Meidal (sv)            | Torild Wardenær                 |
| 2015  | Peter Cornell (sv)           | Kjersti Annesdatter Skomsvold   |
| 2015  | Ylva Eggehorn (en)           | Ole Robert Sunde (en)           |
| 2016  | Kristina Sandberg            | Inghill Johansen (en)           |
| 2016  | Mirja Unge (sv)              | Per Petterson                   |
| 2017  | Theodor Kallifatides         | Steinar Opstad (en)             |
| 2017  | Ulf Lundell (en)             | Linn Ullmann                    |
| 2018  | Johannes Anyuru (en)         | Helge Torvund (en)              |
| 2018  | Ida Börjel (en)              | Vigdis Hjorth                   |
| 2019  | Ernst Brunner (en)           | Olaug Nilssen                   |
| 2019  | Carin Franzén (en)           | Johan Harstad                   |
| 2020  | Lars Andersson               | Nils Christian Moe-Repstad (no) |
| 2020  | Peter Handberg (sv)          | Carl Frode Tiller               |
| 2021  | Arne Johnsson (sv)           | Kjartan Hatløy (en)             |
| 2021  | Staffan Söderblom (sv)       | Mona Høvring                    |
| 2022  | Per Odensten                 | Victoria Kielland (no)          |
| 2022  | Anna-Karin Palm (sv)         | Lars Mytting                    |